# Colline fortifiée de Hakoinen
La colline fortifiée de Hakoinen (finnois : Hakoisten linnavuori) ou château de Hakoinen (finnois : Hakoisten linna) est une colline fortifiée a Janakkala en Finlande.

## Présentation
La colline est sur la rive du lac  Kernaalanjärvi à proximité de la Valtatie 3.
Les ruines actuelles des fortifications remontent au Moyen Âge, probablement au XIIIe siècle. La période est incertaine, car les recherches archéologiques sur le site n'ont jusqu'à présent été menées qu'au début du XXe siècle.

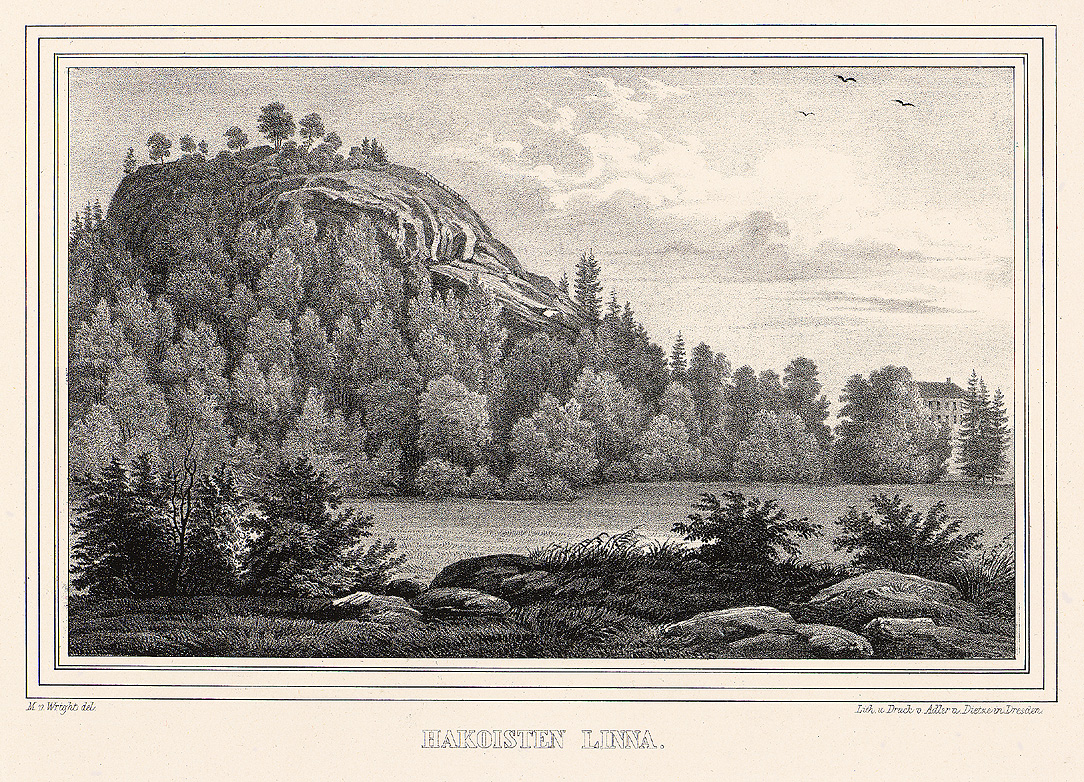
Lithographie réalisée par Magnus von Wright en 1849.